# La fuente de las mujeres
La fuente de las mujeres (del francés: La Source des femmes) es una película francesa de 2011 dirigida por el director francés de origen rumano Radu Mihăileanu, protagonizada por Leïla Bekhti y Hafsia Herzi. Situada en una aldea remota en algún lugar del Norte de África, narra la historia de las mujeres de la aldea, que se embarcan en una huelga de sexo para conseguir que los varones compartan con ellas la tarea de ir a buscar agua a un manantial en la montaña.

## Reparto
- Leïla Bekhti como Leila.
- Hafsia Herzi como Loubna Esmeralda.
- Biyouna
- Zinedine Soualem
- Sabrina Ouazani
- Malek Akhmiss como Soufiane.
- Saad Tsouli como Mohamed.
- Saleh Bakri como Sami.
- Hiam Abbass como Fátima.